# Toyota Previa
Toyota Previa (Toyota Estima (エスティマ) u Japanu, Toyota Tarago u Australiji) jednovolumen je japanskog proizvođača automobila Toyota, koji je dosad proizveden u tri generacije.
Prva generacija proizvodila se od 1990. do 2000. godine, a opremala se 2,4-litrenim benzinskim motorom snage 135 KS. Druga generacija je na tržištu od 2000. godine, a do danas se proizvodi bez značajnijih dizajnerskih izmjena. Paletu motora čine 2,4-litreni benzinski snage 156 KS i 2-litreni dizelski snage 116 KS.
Godine 2005. pojavila se i treća generacija Previe, ali samo na japanskom tržištu. Ovo generacija u ponudi ima i hibridni motor. Nema podataka da li će se ova generacija nuditi i izvan Japana.
- Prva generacija
- Druga generacija
- Treća generacija s hibridnim motorom